# Crestot
Crestot ist eine französische Gemeinde mit 544 Einwohnern (Stand: 1. Januar 2022) im Département Eure in der Region Normandie (vor 2016 Haute-Normandie). Die Gemeinde gehört zum Arrondissement Bernay (bis 2017: Arrondissement Évreux) und zum Kanton Le Neubourg. Die Einwohner werden Crestotais genannt.

## Geografie
Crestot liegt in Nordfrankreich etwa 26 Kilometer nordwestlich von Évreux. Umgeben wird Crestot von den Nachbargemeinden Fouqueville im Norden und Nordwesten, Criquebeuf-la-Campagne im Osten, Cesseville im Süden, Iville im Südwesten sowie Hectomare im Westen.

## Bevölkerungsentwicklung
| Jahr                      | 1793 | 1851 | 1886 | 1921 | 1962 | 1968 | 1975 | 1982 | 1990 | 1999 | 2006 | 2013 |
| Einwohner                 | 538  | 497  | 361  | 212  | 184  | 189  | 233  | 259  | 304  | 294  | 368  | 498  |
| Quelle: Cassini und INSEE |      |      |      |      |      |      |      |      |      |      |      |      |

## Sehenswürdigkeiten
- Kirche Notre-Dame-des-Champs (zuvor Kirche Saint-Pierre) aus dem 13. Jahrhundert
- Herrenhaus von Limare